# Витомир Јањић
Витомир Вита Јањић (Белошевац код Крагујевца, 1918 — Омербеговача код Брчког, 19. октобар 1943) је учесник Народноослободилачке борбе током Другог светског рата. Био је политички комесар прве чете у Трећем батаљону Прве пролетерске бригаде..
По занимању је био правник. Отац му је био Славко. Од 1939. године је члан Комунистичке партије Југославије. Од 1941. године је учесник НОБ-а, а од децембра 1941. члан Прве пролетерске бригаде.
Погинуо је 19. октобра у неуспешном нападу на Брчко током Прве тузланске операције.
Студентски дом у Крагујевцу носи име по њему.